# Такабара
Такабара були підрозділом перської армії Ахеменідів. Згадки про них трапляються у деяких посиланнях, пов’язаних з греко-перськими війнами, але про них мало що відомо. За даними грецьких джерел, вони були стійким типом пельтастів .  Проте такабара були більше гарнізонними воїнами, ніж бійцями фронту, де добре озброєні гопліти Греції легко їх перемагали у ближньому бою.  Вони, як правило, воювали з власною зброєю, яка включала легкий плетений щит у формі півмісяця та легку сокиру сагаріс, а також легку лляну тканину та шкіру. Такабара вербували з територій, які включали сучасний Ірак та частини Ірану.